# Corindia danielssoni
Corindia danielssoni är en tvåvingeart som beskrevs av Grichanov 1998. Corindia danielssoni ingår i släktet Corindia och familjen styltflugor. Inga underarter finns listade i Catalogue of Life.